# Bruinvleugelschiffornis
De bruinvleugelschiffornis (Schiffornis turdina) is een zangvogel uit de familie Tityridae.

## Verspreiding en leefgebied
Deze soort komt voor in het Amazonegebied en in het oosten van Brazilië en telt vijf ondersoorten:
- S. s. amazonum: van zuidelijk Venezuela tot oostelijk Peru en westelijk Brazilië.
- S. s. wallacii: noordoostelijk Brazilië.
- S. s. steinbachi: zuidoostelijk Peru en noordelijk Bolivia.
- S. s. intermedia: oostelijk Brazilië.
- S. s. turdina: zuidoostelijk Brazilië.